# T. H. White
Terence Hanbury White (Bombaim, Índia Britânica, hoje Mumbai, Índia, 29 de maio de 1906 — Piraeus, Reino da Grécia, hoje Grécia, 17 de janeiro de 1964), conhecido pelo pseudónimo T. H. White, foi um escritor britânico, famoso por ter escrito O Unico e Eterno rei (O Rei que Foi e um Dia Será, em Portugal), a série de livros que recontam a obra de Thomas Malory sobre o Rei Artur, e que muitos dizem ser a versão definitiva sobre o Rei Artur.
Após se graduar pela Universidade de Cambridge com mérito em Inglês, passou algum tempo lecionando em Stowe, antes de se dedicar por completo a escrever seus livros.
T. H. White morreu a bordo de um navio em Pireu, na Grécia, enquanto voltava de uma viagem aos Estados Unidos. está sepultado no Primeiro Cemitério de Atenas.
Ele se interessava pela arte da caça, falcoaria, aviação e pesca.

## A série
Os livros da série Outrora e Futuro Rei são:
- 1938 - A Espada na Pedra - mostra toda a educação de Artur e como chegou a ser rei; nesse livro a proximidade de Artur e Merlin é destacada.
- 1939 - A Rainha do Ar e das Sombras - sobre a fase da busca do Graal
- 1940 - O Cavaleiro Imperfeito - sobre Lancelot, grande cavaleiro e melhor amigo de Artur, e que o trairia com sua esposa Guinevere.
- 1958 - A Chama ao Vento - trata dos últimos anos de reinado de Artur e de seu relacionamento com seu filho Mordred.
- 1977 - O Livro de Merlin - publicado postumamente; é o livro que fecha a série e um manifesto contra movimentos nacionalistas que só provocam a guerra.

## Outras obras
White escreveu muitos outros livros, alguns com pseudônimos como Mistress Masham’s Repose, no qual uma garota descobre um grupo de lilliputianos (criaturas minúsculas do livro As Viagens de Gulliver de Jonathan Swift) vivendo perto de sua casa.

## Influência
- O musical da Broadway Camelot foi baseado na série Outrora e Futuro Rei.
- Outra obra baseada nos livros de White é o filme de animação dos estúdios Disney, A espada era a lei.